# Brasserie Molson (Montréal)
La brasserie Molson est une brasserie installée à Montréal au Québec, depuis 1786. L'ensemble de la brasserie s'inscrit dans un quadrilatère délimité par le fleuve Saint-Laurent au sud, la rue Notre-Dame au nord, l'avenue Papineau à l'est et la rue Montcalm à l'ouest.

## Histoire

### Les débuts (1782-1796)
Dès son arrivée dans la Province de Québec, en juin 1782, le jeune immigrant anglais John Molson s’intéresse à la petite brasserie que l'irlandais Thomas P. Loyd vient de mettre en place. Sous le régime français, les brasseries n'ont jamais été prospères, les colons préférant vins et spiritueux. Après la guerre d’indépendance des États-Unis, la venue des loyalistes, de troupes et des immigrants britanniques a changé les choses. En janvier 1783, John s'associe à Thomas puis, le 5 janvier 1785, majeur depuis une semaine, il rachète avec une partie de son héritage la petite brasserie du Pied-du-Courant appartenant à ce dernier.
De juin 1785 à juin 1786, John Molson se rend en Angleterre pour acheter les pièces d’équipement et le grain d'orge indispensable à sa production. À son retour, il répare sa brasserie cambriolée en son absence, fait don de semences à des agriculteurs locaux pour le printemps suivant et, aidé de sa conjointe, Sarah Vaughan, et d'un apprenti (Christopher Cook), commence à brasser fin juillet. Il ne produit alors que quatre tonneaux de bière (10 hectolitres) au maximum par semaine, ce qui n'est pas suffisant pour répondre à la demande. John décide donc d'investir la totalité de son héritage (environ 10 000 livres, soit presque 2 millions de dollars canadiens de 2017) dans son entreprise et à l'été 1787 il double la capacité de sa brasserie en y installant une salle de brassage et en construisant une petite malterie en pierre sous laquelle il fait creuser une cave à bière.
Ses affaires ne sont pas affectées par la famine de l'hiver 1787-1788 et John achète des parcelles à l'est et à l'ouest de sa brasserie. Les guerres de la révolution française tarissent l'importation de bière britannique et en 1795 un nouveau bâtiment en pierre est inauguré. Dessiné par Pierre Barsalou, sa façade en calcaire de style néo-classique est choisie pour renforcer le prestige de l'entreprise.
L’année suivante la brasserie produit 54 000 gallons de bière (2 455 hl). En dix ans, « le Père Molson » aura transformé une entreprise artisanale en une véritable industrie, la première du genre au Canada.

### Diversification des activités (1797-1897)
La brasserie s’avérant très profitable, John Molson diversifie ses activités. Entre 1797 et 1799 il s'engage brièvement dans le commerce du bois, ce qui l'amène à acheter une vaste cour à bois à l'ouest de sa brasserie. En 1801, il fait construire une distillerie adjacente au bâtiment principal de la brasserie et s’essaie à la fabrication du Whisky mais le nouvel édifice est abandonné trois ans plus tard pour faire place à une écurie, une grange et une glacière. Par la suite John continue d'investir dans plusieurs secteurs tels que l’immobilier (1802), la navigation à vapeur sur le Saint-Laurent (1809), l’hôtellerie (1816), la banque (1818) et enfin le chemin de fer (1831). Il se lance aussi dans la métallurgie vers 1825, en créant la Saint Mary's Foundry, que gère son fils William, à l'emplacement de la cour à bois.

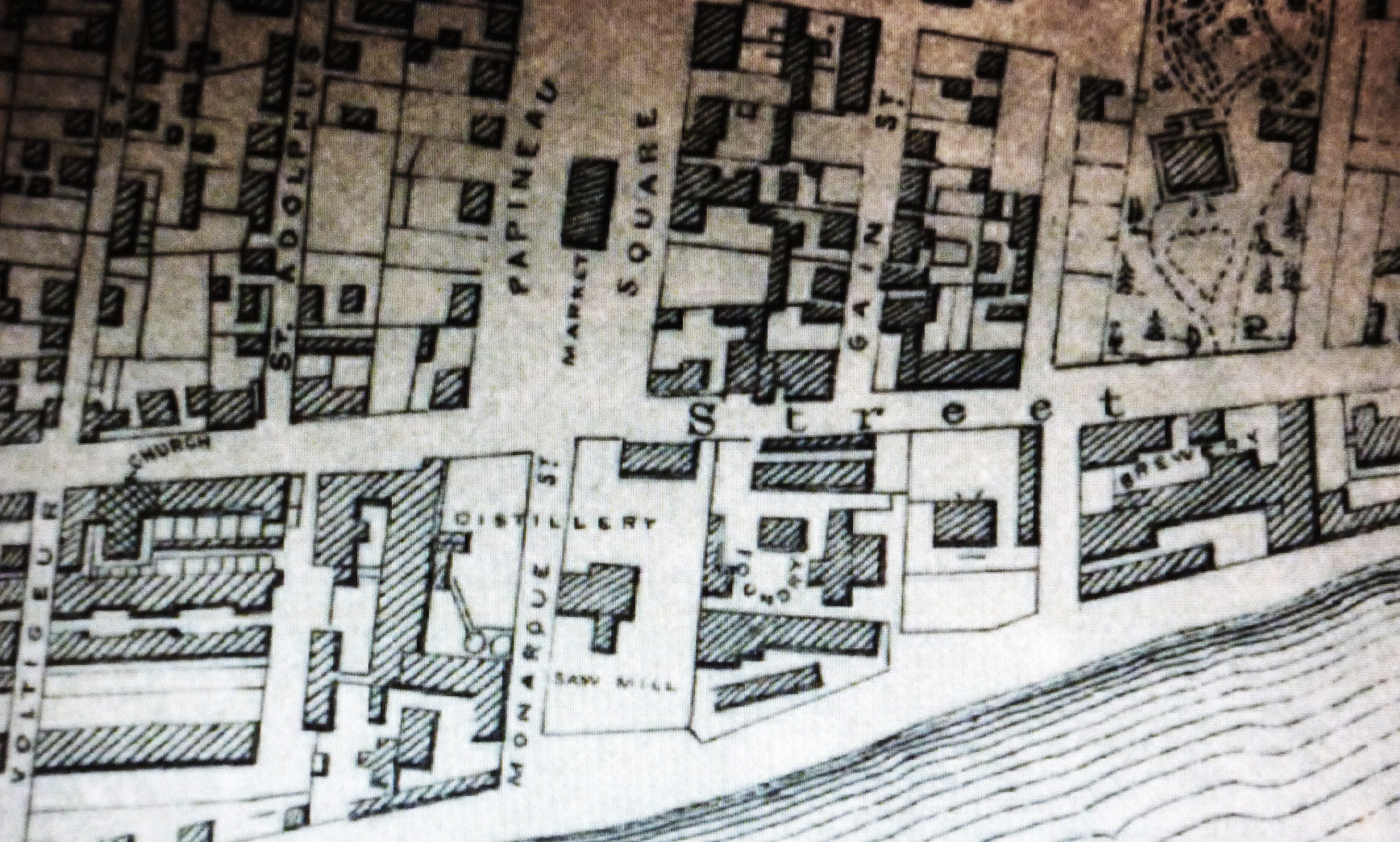
Plan montrant la brasserie, la fonderie, la distillerie, et l’église Saint-Thomas,1846.

En 1811, John se rend en Angleterre et y rencontre James Watt à qui il achète des moteurs à vapeur pour ses bateaux. La vapeur fera ensuite son entrée dans la brasserie, bien que dix ans plus tard, pour pomper l'eau et meuler le malt. En 1811 encore, il prend possession d'un quadrilatère que délimite le fleuve, la rue Notre-Dame, la rue Monarque et la rue des Voltigeurs. À l’intérieur de cette dernière acquisition de 3 acres (3,2 hectares) vont prendre place certaines de ses nouvelles activités, dont une nouvelle distillerie, que son fils Thomas fait construire en 1833.
À son décès, le 7 janvier 1836, John lègue sa brasserie à son petit-fils, John Henry Robinson Molson. Ses fils, William et Thomas, héritent de la distillerie sur laquelle ils vont concentrer leurs efforts. Ils fondent la Thomas and William Molson & Company et continueront de gérer la brasserie contre un loyer après que John H.R. ait atteint la majorité.

Le 5 janvier 1838, la distillerie, qui produit alors 60 000 gallons d'alcool annuellement, et une partie de la brasserie, sont détruites par les flammes mais sont immédiatement reconstruites et modernisées. La capacité de la distillerie, qui redémarre dès le mois d'octobre, passe à 150 000 gallons. Celle de la brasserie reste inchangée à 100 000 gallons (4 550 hl) de bière par an. Malgré le mouvement pour la tempérance de Charles Chiniquy, la production de la distillerie atteint 250 000 gallons en 1845 car le marché est soutenu par l’arrivée de nombreux immigrants.

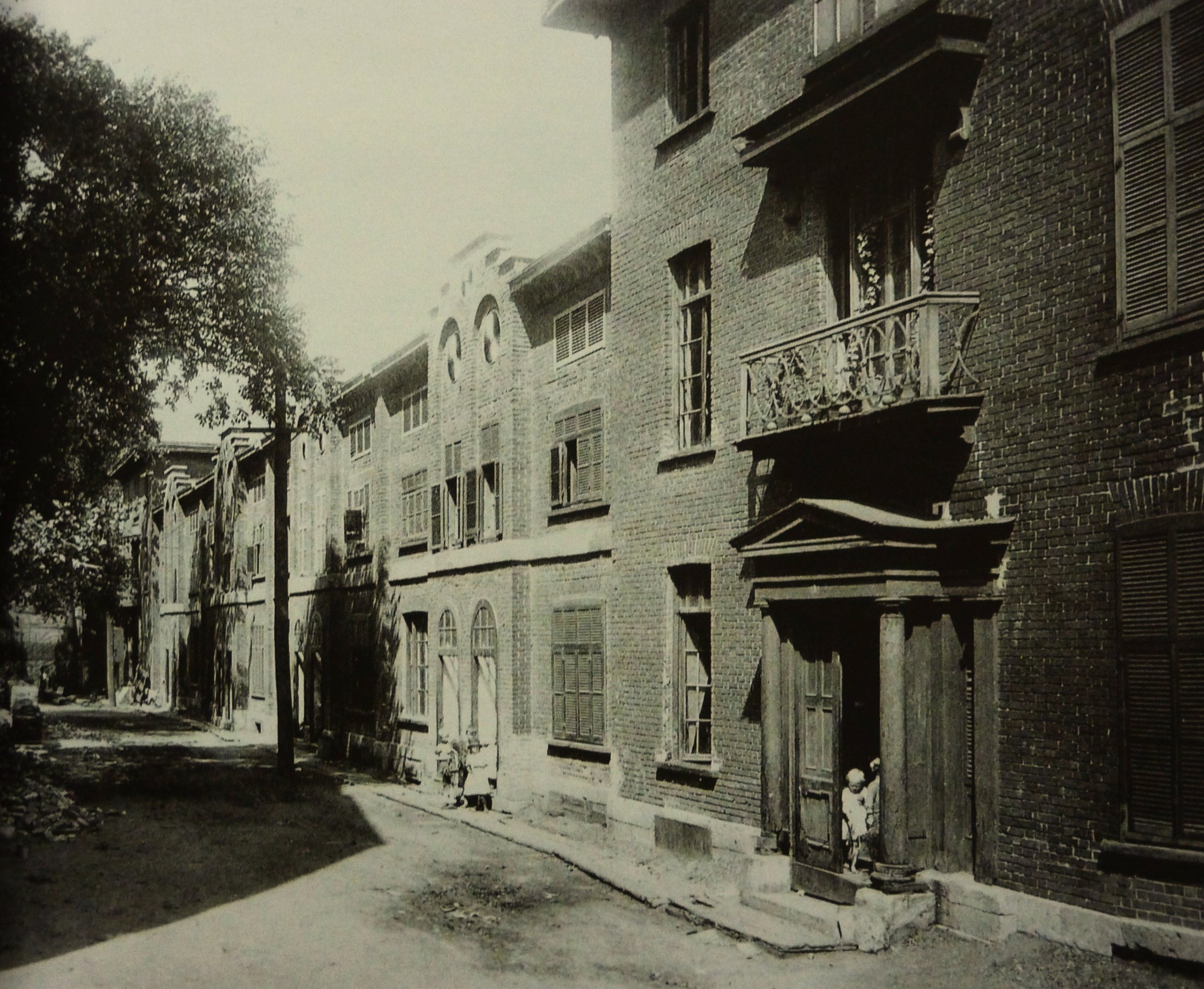
La terrace Molson, vers 1900.

Les activités philanthropiques de la famille Molson, qui a participé au financement du premier hôpital laïque, le Montreal General Hospital (1820) et du premier théâtre permanent de la ville, le Théâtre Royal (1825-1844), vont elles aussi avoir un impact sur le développement des abords immédiats de la brasserie. En effet, à l'ouest de cette dernière Thomas Molson fait construire une église anglicane en 1841, l’église Saint-Thomas. Une rangée de dix maisons en briques face au fleuve, la terrasse Molson, complète l'espace en 1844. Elles seront occupées par plusieurs membres de la famille, dont Thomas lui-même.

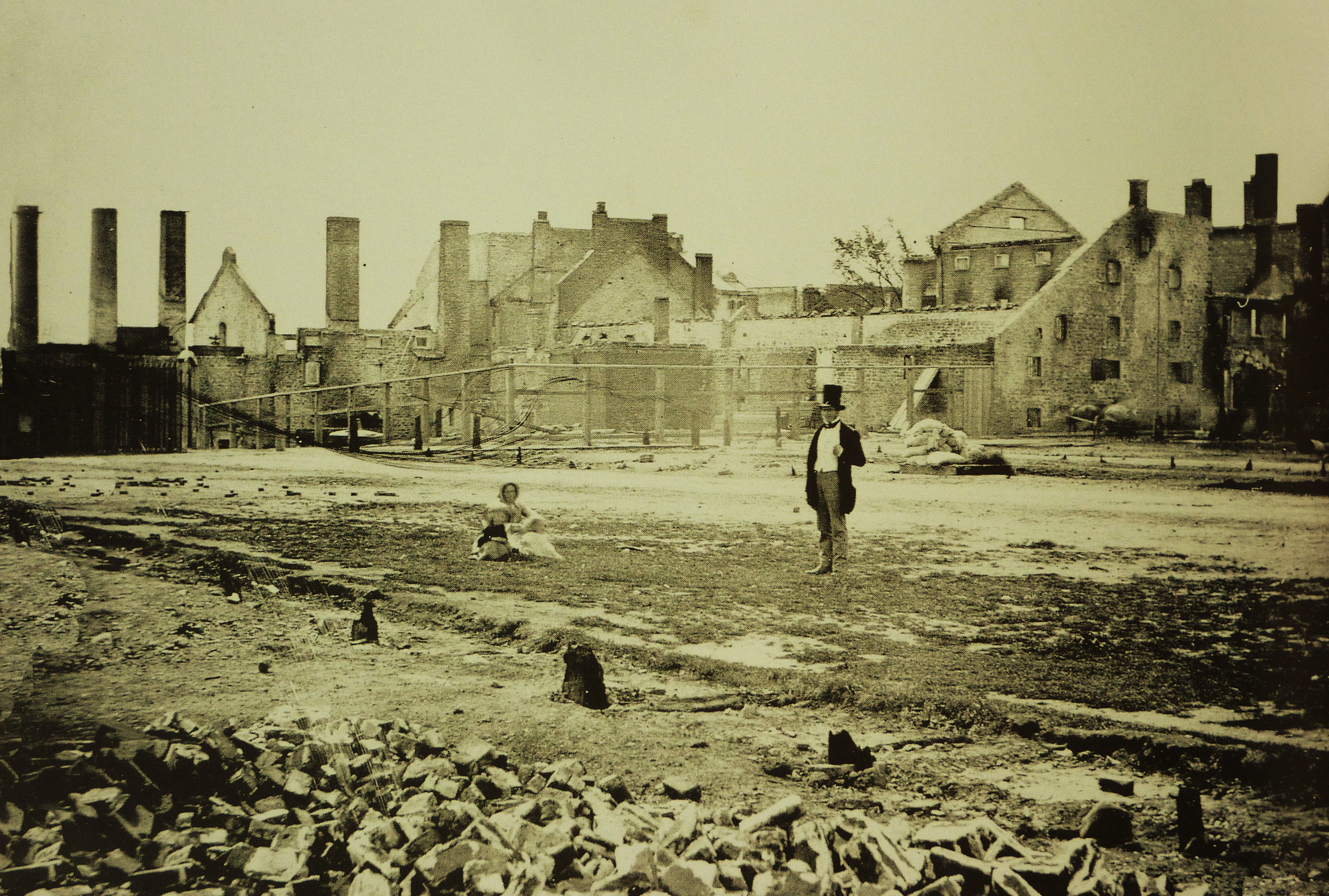
Les ruines de la brasserie après l'incendie de 1852.

Le 9 juillet 1852, un nouvel incendie ravage l'est de la ville. La brasserie, la distillerie et l'église Saint-Thomas sont détruites, mais les résidences de la Molson Terrace sont épargnées. Une fois encore, avec l'argent des assurances, les bâtiments sont immédiatement reconstruits plus grands et avec un équipement plus récent. Cinq années plus tard l'église Saint-Thomas, ou « église Molson », est rebâtie en briques et devient méthodiste à la suite d'un différend entre Thomas Molson et l’évêque anglican. S'y ajoute une école destinée à l’éducation des pauvres et à la formation des pasteurs : le Collège Molson.

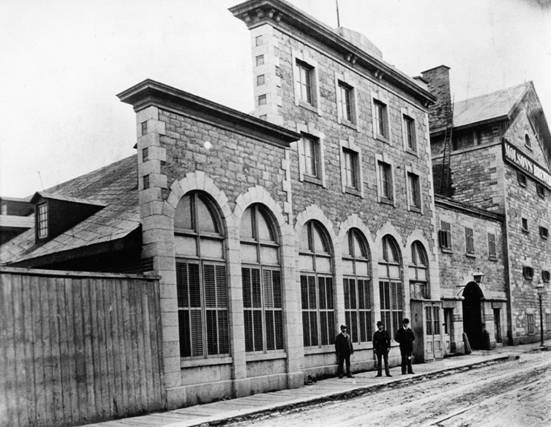
La brasserie en 1885.

Le 30 juin 1853, William Molson se retire pour établir la banque Molson. Thomas et son fils, John H.R. Molson, prennent possession de la brasserie. Le nom de la compagnie ne change pas mais les investissements sont réorientés vers l’activité brassicole car durant la crise de 1846-1849, contrairement à la brasserie, la distillerie avait perdu de l'argent. La même année Markland Molson, frère de John H.R., devient apprenti et partenaire. Maître brasseur, il amène la production à 200 000 gallons (9 092 hl) par an. Le 8 octobre 1858, un énième incendie détruit la malterie et plusieurs cuves de moût. Le 1er septembre 1861, Thomas prend sa retraite. Ses fils, John H.R., Markland et John Thomas, forment une nouvelle compagnie, la John H.R. Molson & Brothers. Finalement, le passage du Canada Temperance Act (1864), qui conduit à l'augmentation des taxes sur la fabrication et la vente de Whisky et ravive le mouvement prohibitionniste, a raison de la plus grande distillerie du Canada. Elle est définitivement fermée en 1867. Pour compenser cette perte les trois frères Molson se lancent dans l'extraction du sucre en convertissant leur distillerie de Longue Pointe. Malgré de nombreux investissements ils ne réussissent cependant pas à rivaliser avec la sucrerie Redpath et cessent définitivement cette activité en avril 1871. L’équipement est vendu à leur concurrent.
Markland et John Thomas quittant la compagnie en 1868, John H.R. se tourne vers son comptable, Adam Skaife, et en fait en 1872 le premier partenaire non membre de la famille. L’activité brassicole continue sous leur supervision puis, après douze années de voyage, John Thomas réintègre la compagnie en 1880.

### Modernisation et expansion (1897-1946)
Quand John H.R. Molson décède, le 28 mai 1897, et que Frederick William (Fred) et Herbert Molson rejoignent la compagnie, la brasserie n'est plus que la quatrième de la ville et les ventes sont en déclin. L’arrivée de la quatrième génération va redynamiser l'entreprise.

En 1900, la modernisation de la brasserie commence par le remplacement de l’éclairage au gaz par un éclairage électrique. Deux ans plus tard un système de réfrigération est installé. C'est une modification majeure car désormais la bière pourra être brassée durant les mois d’été. Le maître brasseur John Hyde est engagé et crée, avec Herbert Molson, la Molson Export pour concurrencer les bières importées. En sept ans, la production passe de 522 000 gallons à plus d'1 million. D'anciens bâtiments sont détruits pour agrandir la brasserie et la production double de nouveau en 1909. Cette même année les Molson sont les seuls brasseurs de Montréal à refuser de fusionner avec la National Breweries Limited et fondent une société par actions privées : la Molson's Brewery Limited. En 1913, la firme américaine C.F. Hettinger and Co. aménage des bureaux à l'angle nord-est du quadrilatère et les intègre aux bâtiments existants en uniformisant les façades. Des entrepôts, une chambre de fermentation et la première salle d'embouteillage automatisée sont ajoutés.

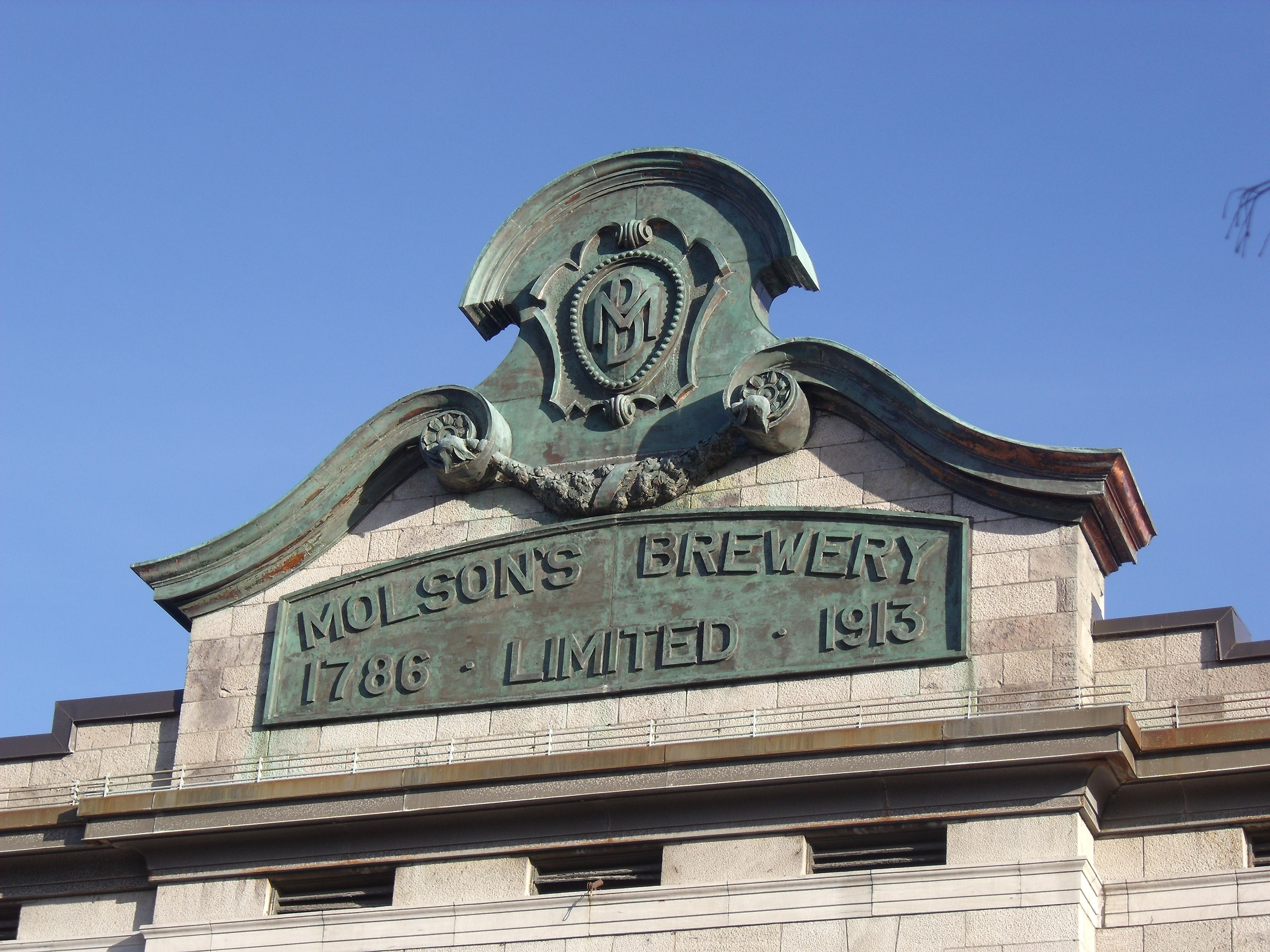
Détail du fronton ajouté en 1913.

Durant la Première Guerre mondiale, à laquelle participe Herbert, Fred supervise la brasserie et initie son fils Herbert William au métier. Il lutte par le lobbying et la publicité contre le mouvement prohibitionniste provincial, mais la brasserie doit tout de même réduire le degré d'alcool de ses bières à 4,4° en 1918. La production atteint néanmoins 5 125 000 gallons (233 000 hl) en 1920 et la capacité doit être encore doublée. Deux ans plus tard, l'église Saint-Thomas et la terrasse Molson laissent donc place à un bâtiment de quatre étages de haut renfermant de nouvelles chambres de fermentation et des entrepôts.

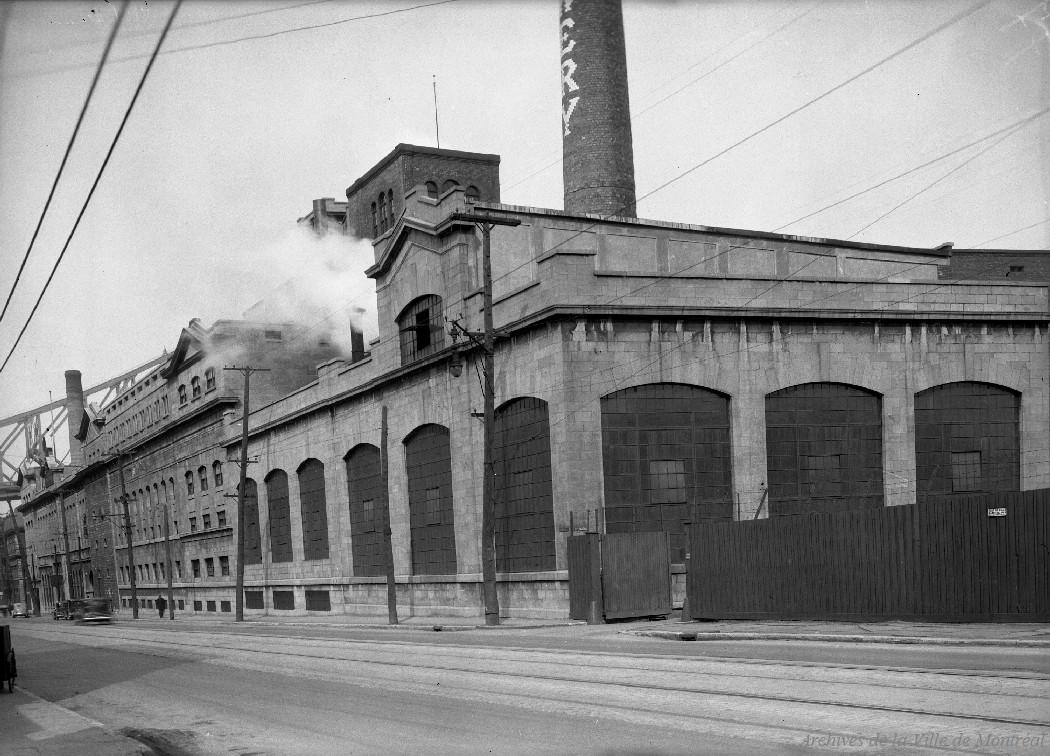
La brasserie en 1936.

En 1929, la production, dopée par l'afflux de touristes américains, atteint 9 millions de gallons (409 000 hl) en pleine prohibition. Fred Molson décède alors que débute une nouvelle phase d'agrandissement. Le collège est démoli et remplacé par de nouvelles constructions, toujours dessinées par Hettinger and Co. La brasserie occupe alors la totalité du terrain acquis par le fondateur John Molson père.
La grande dépression entraîne une diminution de moitié de la production et la perte de parts de marché mais la situation ne dure pas. Au décès de Herbert en 1938, son cousin Herbert William (Bert) Molson devient président de la compagnie. Il dirige seul la brasserie durant la Seconde Guerre mondiale. Le manque de main d’œuvre dû à l'effort de guerre et les conditions de travail difficiles en résultant conduisent à la formation du premier syndicat de la brasserie en 1944, le Molson's Brewery Employees. La même année, Bert entrevoit que la demande va exploser après-guerre et achète un terrain à l'ouest du quadrilatère originel. L'expansion prévue nécessite aussi des capitaux et en février 1945 l'entreprise familiale devient publique. 150 000 actions sur 750 000 sont mises sur le marché à 20 dollars chaque.

### Agrandissements majeurs (1947-1975)
En 1947, débute la dernière phase d'agrandissement. Pour un coût dépassant les 10 millions de dollars (100 millions de dollars de 2017), la capacité de la brasserie est triplée et de nombreux édifices sont construits. Ces édifices sont d'abord un grand bâtiment à l'architecture moderne, faisant disparaître la rue des Voltigeurs, puis un immeuble de bureau en face de la brasserie, au nord de la rue Notre-Dame, achevé en 1954.
Devant faire face, dans les années 1950, à la concurrence accrue des brasseurs Dow et Labatt, Molson introduit avec succès une bière légère : la Golden Ale. En avril 1953, Bert prend sa retraite et est remplacé par Hartland, qui sera remplacé lui-même par Eric Molson 21 ans plus tard.
En 1963 est construit le bâtiment central de stockage en briques rouges, suivant les plans des architectes Fleming & Smith. Rehaussé quatre ans plus tard pour que l'enseigne soit visible depuis le site de l'exposition universelle, il devient rapidement, à 50 mètres au-dessus du sol, un élément marquant du paysage Montréalais. Enfin, en 1970, un garage et un bâtiment en brique achèvent d’étendre la brasserie vers l'ouest. Ce sera son empreinte maximale et définitive sur le territoire de la métropole.
À l’intérieur les installations ne cessent pas pour autant de s’améliorer. En 1978, une chaîne d'embouteillage s'ajoute aux six existantes. L'usine emploie alors 1 457 salariés permanents et 450 temporaires. Durant les années 1980, une nouvelle salle de brassage remplace les équipements datant des années 1950 et 29 réservoirs de fermentation extérieurs sont ajoutés.

### Fermeture et reconversion
Au cours de l’année 2011, Molson Coors réalise des investissements de 46,7 millions de dollars pour augmenter sa capacité de productions de canettes et moderniser ses lignes de rayonnage de bouteille et de fûts. En 2015, la façade est rénovée.
Le 5 juillet 2017, Molson Coors annonce vouloir construire une nouvelle brasserie et un centre de distribution plutôt que de moderniser à nouveau sa brasserie deux fois centenaire. Les installations actuelles seraient en partie préservées sous la forme d'un musée ou d'une microbrasserie.

## Architecture

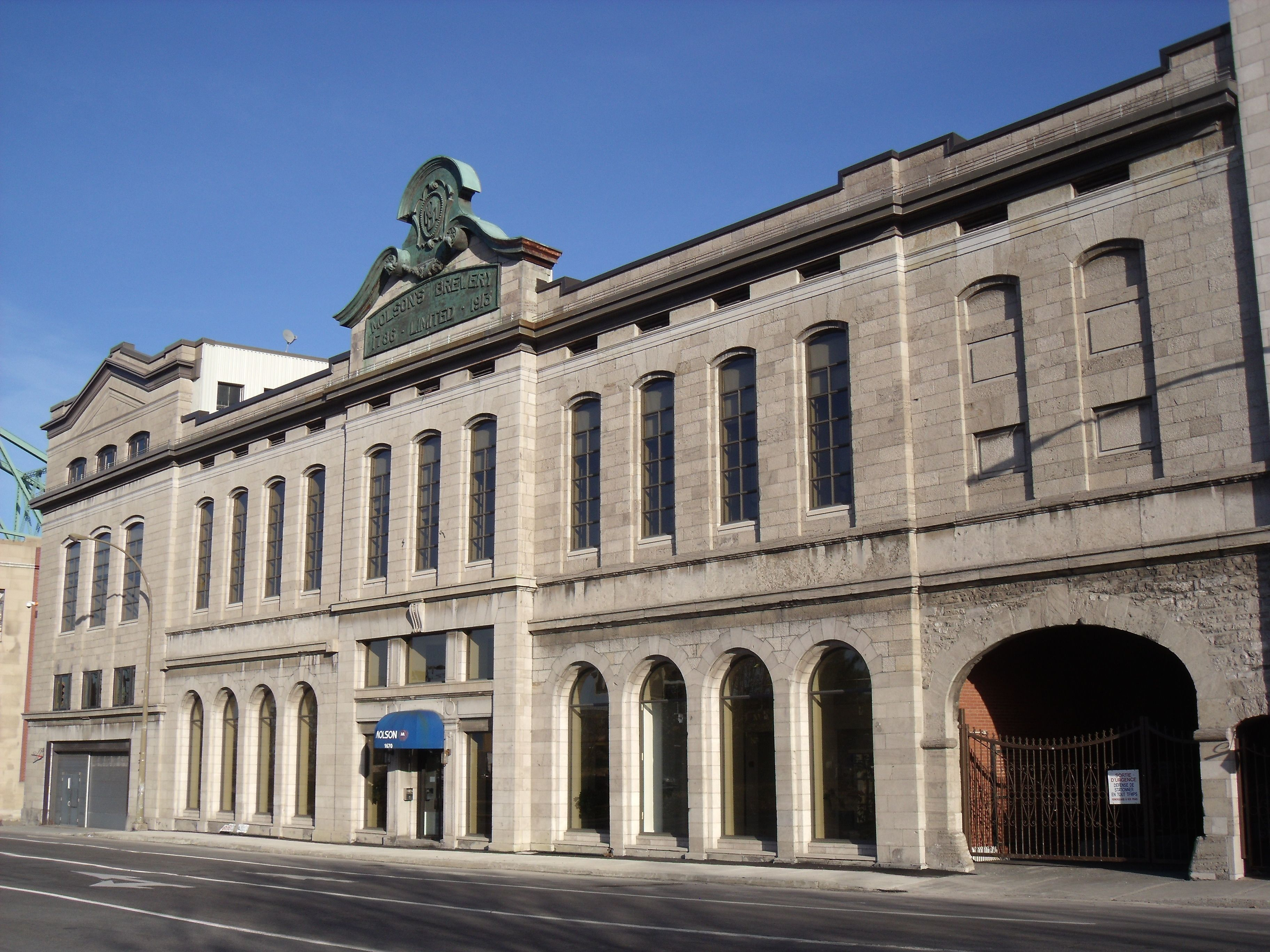
Façade de 1913.
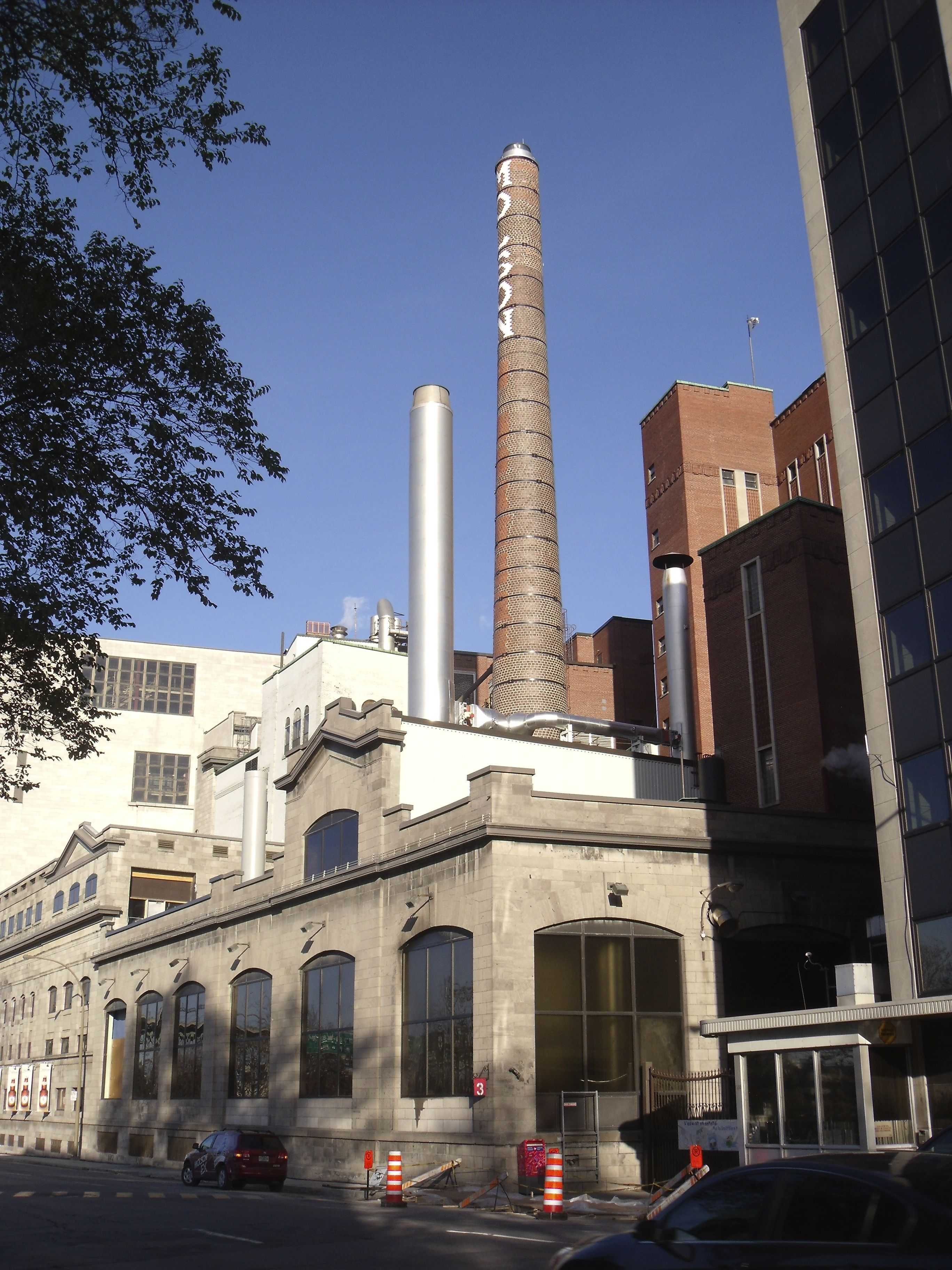
Agrandissement de 1922.
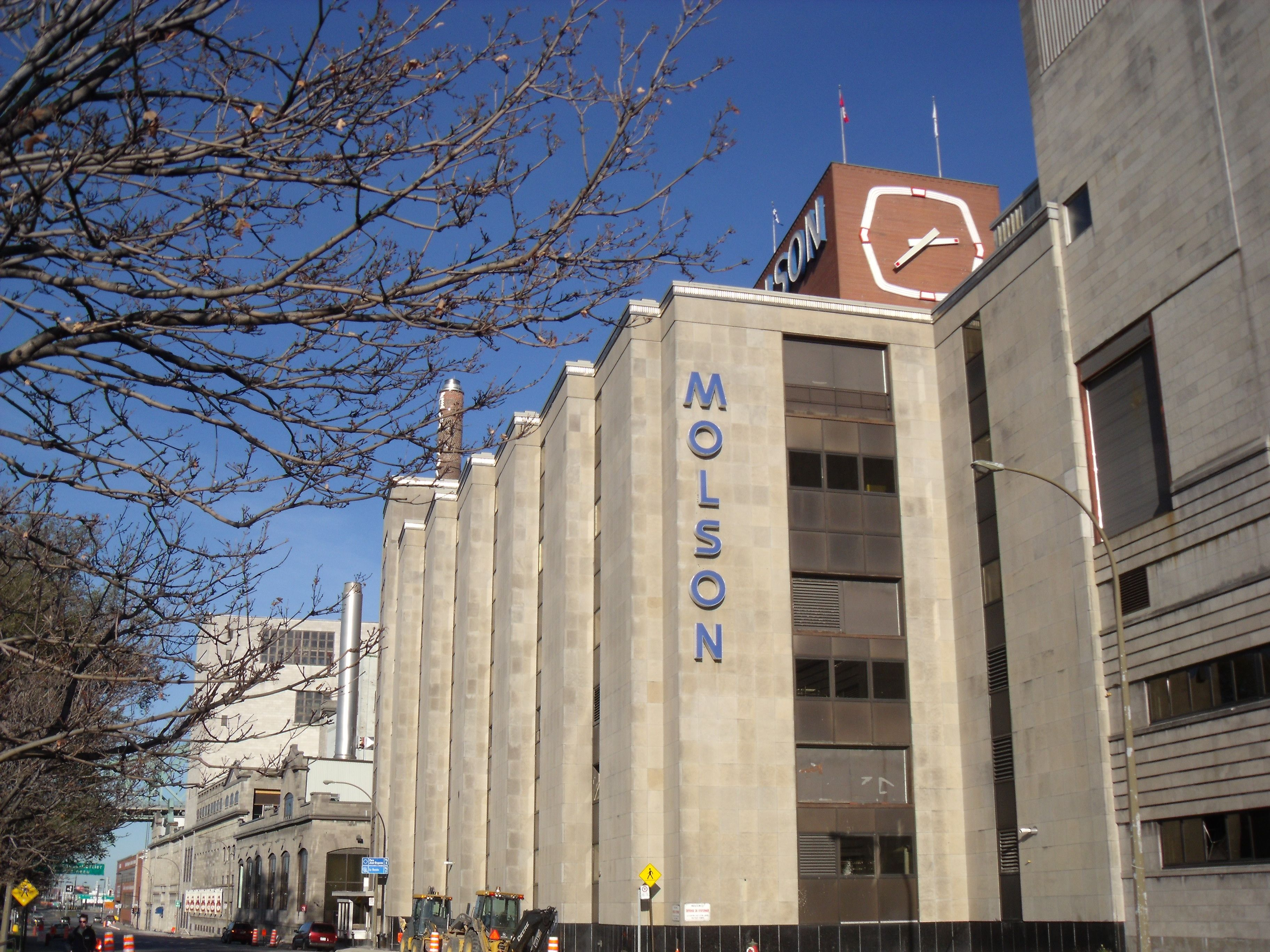
Agrandissement de 1954.
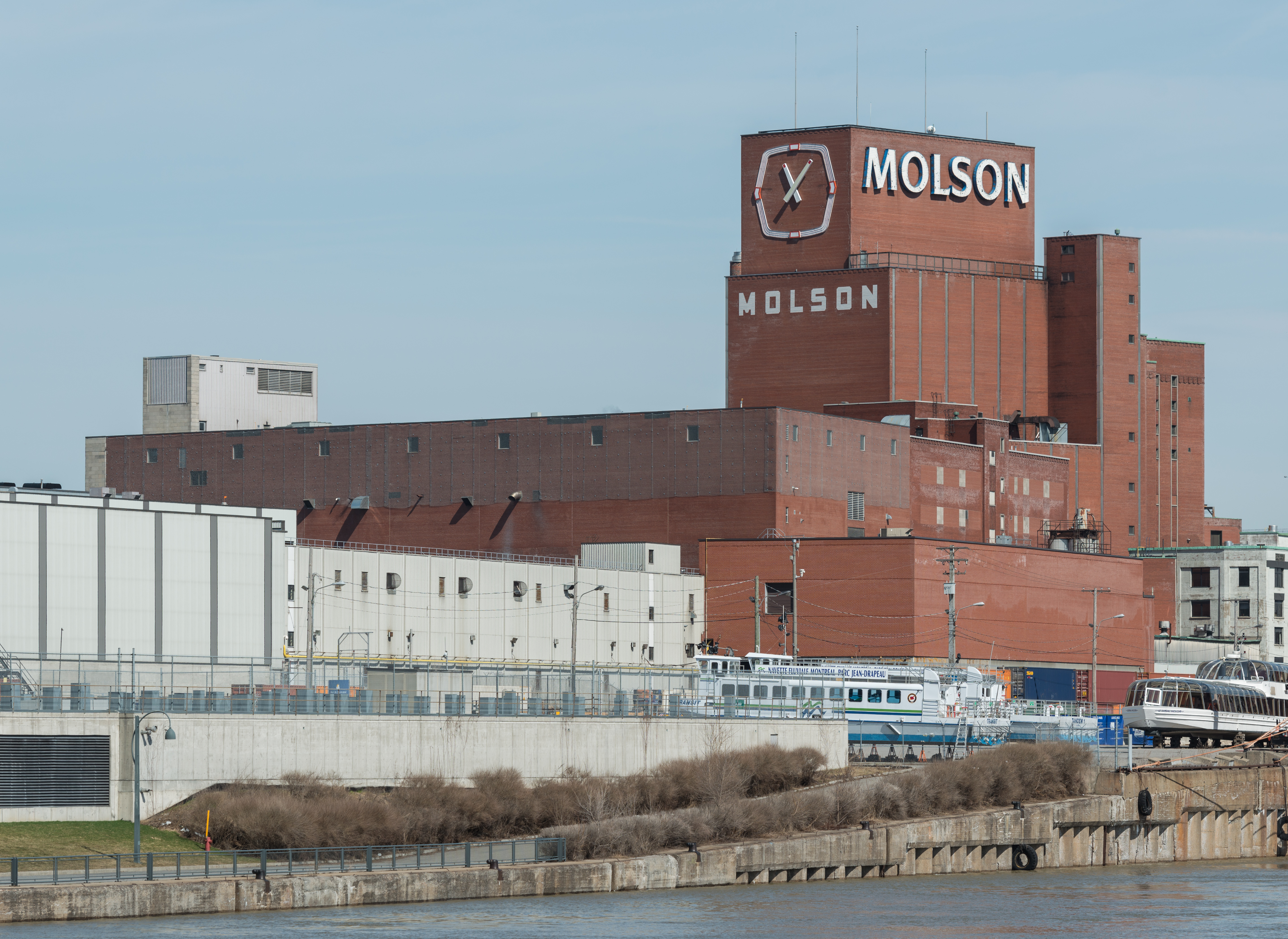
Bâtiment central de 1963.

La brasserie Molson de Montréal s'est agrandie d'est en ouest avec le temps. Les éléments de façade les plus anciens, datant d'avant 1880, sont reconnaissables à leurs  moellons. Ils s’intègrent à une façade de style néo-classique en pierre de taille lisse, complétée entre 1913 et 1922, commune aux bâtiments les plus à l'est. Au tiers de cette section, un haut bâtiment rectangulaire paré de pierre blanche s'est ajouté dans les années 1990. À l'ouest de cet ensemble, un volumineux bâtiment en béton à l'architecture moderne et aux fenêtres verticales prolonge la brasserie. En arrière, un imposant édifice paré de briques, surmonté d'une tour portant une horloge et les enseignes de la compagnie, s’élève. Enfin, un garage en béton texturé et un long bâtiment en briques d'un étage achèvent l’extension de l’usine vers l'ouest. Un stationnement pour camions et un dernier entrepôt séparent ces installations du Vieux-Montréal.

## Bières produites

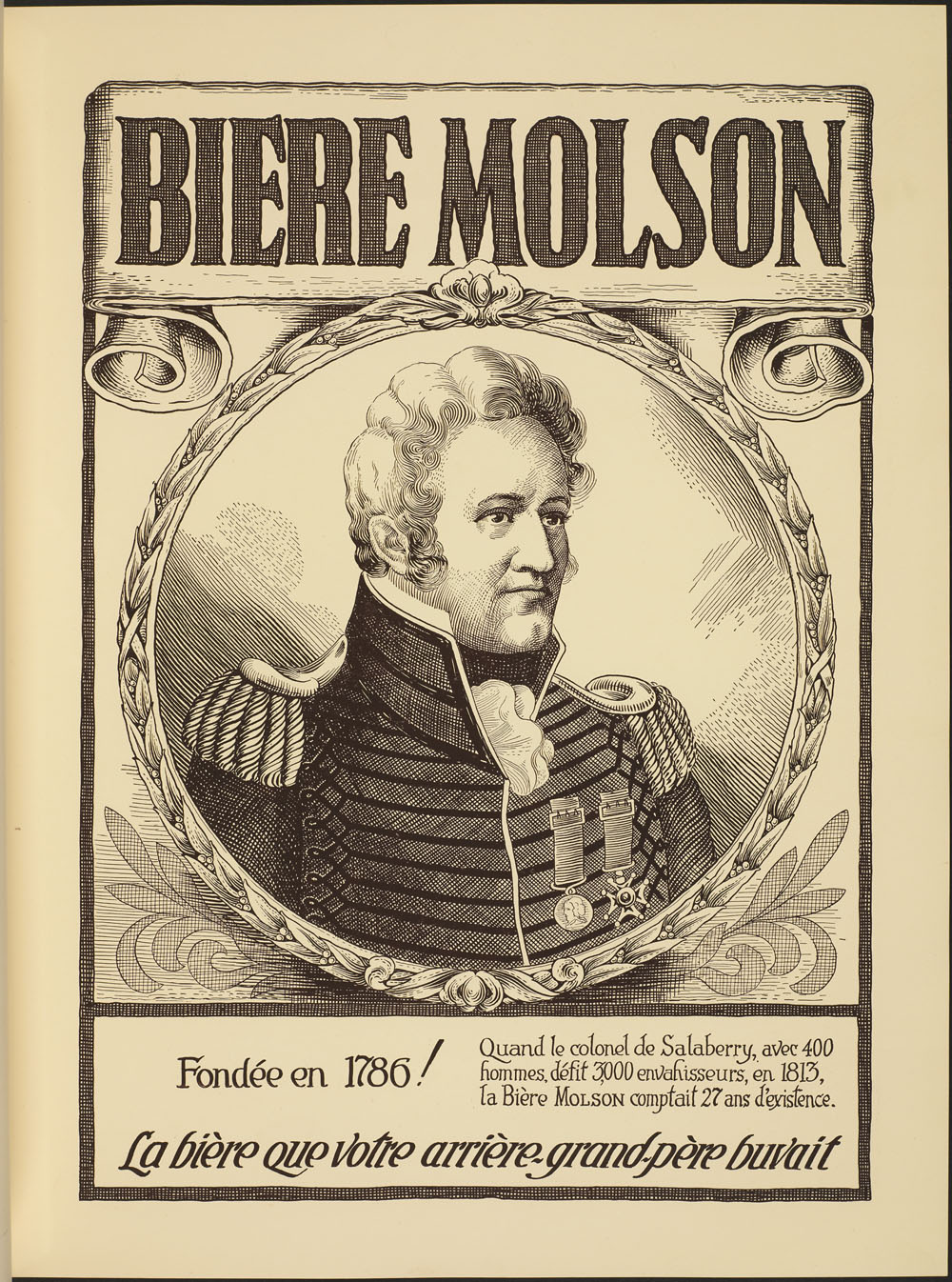
Publicité pour la bière Molson, vers 1924.

### Marques
- Coors Light
- Molson Dry
- Creemore Springs
- Rickard's Red Ale
- Carling
- Pilsner

### Sous licence
- Amstel Light
- Heineken
- Murphy's
- Asahi
- Asahi Select
- Corona
- Miller Lite
- Miller Genuine Draft
- Milwaukee's Best
- Milwaukee's Best Dry
- Foster's
- Foster's Special Bitter

### Note
1. ↑  Plusieurs membres de la famille Hyde se succéderons au poste de maître brasseur.